# كوتروفيانو
كوتروفيانو (بالإيطالية: Cutrofiano)‏ هي بلدة وبلدية في مقاطعة ليتشي في إقليم بوليا في جنوب إيطاليا.

## السكان
في سنة 1861 بلغ عدد السكان 2٬066 نسمة، وتطور العدد ليصل في سنة 2011 لـ 9٬182 نسمة.
يظهر هذا المخطط البياني تطور النمو السكاني لـ كوتروفيانو